# Jacques-Xavier Carré de Busserolle
Jacques-Xavier Carré de Busserolle, né à Preuilly-sur-Claise le 24 juin 1823 et mort à Montsoreau le 2 octobre 1904, est un historien et archéologue français.

## Biographie
Jacques-Xavier Carré de Busserolle, déclaré comme Xavier-Jacques Carré de Busserole à l'état civil, naît le 24 juin 1823 à Preuilly-sur-Claise où son père Louis-Xavier Carré de Busserolle, originaire du Poitou, exerce la profession de percepteur.
À l'âge adulte, il habite successivement Rouen, puis Tours et enfin Montsoreau.
Il est membre de la Société archéologique de Touraine (SAT) et de la Société des gens de lettres. Toutefois, à la suite de différends éditoriaux au sujet de ses publications, il démissionne de la SAT en 1885 ; il poursuit néanmoins son travail d'historien et ses publications. Il signe certains de ses ouvrages du pseudonyme de Jacques de Château-Châlons.
Il meurt le 2 octobre 1904 à Montsoreau.

## Hommage
Une place de Tours et une place de Montsoreau sont baptisées de son nom.

## Publications
- Notice sur l'abbaye des conards: confrérie célèbre qui a existé à Rouen, du quatorzième au dix-septième siècle, à Évreux, de 1345 à 1420, Rouen, Librairie nouvelle, 1839 (lire en ligne).
- Les usages singuliers de la Touraine, Tours, 1880, Péricat libraire, 1880, no 1, Le droit du seigneur, Semeur-Laplaine libraire, 1880, no 2, Le chêne de la mariée. Le banquet de Nives, Suppligeon libraire, 1881, no 3, La quintaine. Le saut de Seuilly, Péricat libraire, 1881, no 4, La torture. Question par l'eau, Les brodequins, 1882, Péricat libraire, no 5, Les nouveaux mariés de Saint-Paterne. Les épreuves judiciaires.
- Armorial des anciennes familles de la ville et de la sénéchaussée de Châtellerault, Tours, Suppligeon libraire-éditeur, 1886 (lire en ligne).
- Armorial de la sénéchaussée de Saumur et du pays saumurois, Saumur, Librairie militaire S. Milon fils, 1889 (lire en ligne).
- Armorial général de la Touraine ; précédé d'une notice sur les ordonnances, édits, déclarations et règlements relatifs aux armoiries avant 1789, t. 18, Société archéologique de Touraine, 1866 (lire en ligne).
- Armorial général de la Touraine ; précédé d'une notice sur les ordonnances, édits, déclarations et règlements relatifs aux armoiries avant 1789, t. 19, Société archéologique de Touraine, 1867 (lire en ligne).
- Dictionnaire géographique, historique et biographique d'Indre-et-Loire et de l'ancienne province de Touraine, t. I à VI, Tours, Société archéologique de Touraine, 1878-1884 1878, tome 1, 1879, tome 2, 1880, tome 3, 1882, tome 4, 1883, tome 5, 1884, tome 6.